# SEE YOU (松下優也の曲)
「SEE YOU」（シー・ユー）は、松下優也の11枚目のシングル。2012年8月29日にエピックレコードジャパンから発売。

## 概要
前作「キミへのラブソング〜10年先も〜」から7ヶ月ぶりとなる2012年2作目のシングル。表題曲「SEE YOU」は、テレビアニメ『夏雪ランデブー』のオープニングテーマに使用された。
通常盤、初回生産限定盤、夏雪ランデブー盤の三形態で発売。収録曲は全て共通。
初回生産限定盤には特典DVD (MV収録),夏雪ランデブー盤 (期間限定)には特典DVD(アニメOP映像) + 絵コンテ別冊ブックレットがそれぞれ収録。

## 収録曲
1. SEE YOU
  - 作詞：荘野ジュリ／作曲：Jin Nakamura
2. BEAUTIFUL GIRL
  - 作詞／作曲：STY
3. SEE YOU (アニメサイズVer.)
4. SEE YOU (Instrumental)

| スタブアイコン | サブスタブ | この項目は、まだ閲覧者の調べものの参照としては役立たない、シングルに関連した書きかけの項目です。この項目を加筆・訂正などしてくださる協力者を求めています（P:音楽/PJ:楽曲）。 |